# 1037 Девідвейлла
1037 Девідвейлла (1037 Davidweilla) — астероїд головного поясу, відкритий 29 жовтня 1924 року.
Тіссеранів параметр щодо Юпітера — 3,593.